# سینت
سینت (انگلیسی: Cyient) شرکت خوشه‌ای هندی است، که در سال ۱۹۹۱ توسط موهان ردی تأسیس شد.